# Augustinas Povilaitis
Augustinas Povilaitis (*  24. Februar 1900 in Pašventys, Rajongemeinde Jurbarkas; † 12. Juli 1941 in Moskau) war ein  litauischer Polizist und Leiter von Valstybės saugumo departamentas (VSD).

## Leben
Er wuchs in der Familie mit 11 Kindern auf. Er war Freiwilliger der litauischen Armee.
Von 1920 bis 1927 arbeitete er bei der Sicherheitspolizei als Beamter. Von 1927 bis 1931 war er persönlicher Sekretär des Direktors der Kriminalpolizei. Von 1931 bis 1934 leitete er Staatssicherheitspolizei. Von 1934 bis 1940 war er Direktor von VSD beim Innenministerium Litauens.  1933 absolvierte er extern das Erwachesenen-Gymnasium Kaunas
und 1939 die Abteilung Wirtschaft der Rechtsfakultät der Vytauto Didžiojo universitetas.
1940 wurde er mit Kazys Skučas von der sowjetischen Okkupationsregierung verhaftet und im Kauno fortas vernommen, 1941 vom Obersten Gericht des Sowjetunions zur Todesstrafe verurteilt. 1941 wurde er bei Butyrka erschossen und 1993  rehabilitiert.
Seit 1994 trägt eine Straße in Aleksotas seinen Namen.

## Auszeichnung
- 2006: Vyčio Kryžiaus ordinas, Didysis kryžius